# Grafkelder van Nassau-Dillenburg
De grafkelder van Nassau-Dillenburg is de grafkelder in de Evangelische Stadskerk in de stad Dillenburg in de Duitse deelstaat Hessen, waar in de periode 1559–1739 een groot aantal leden van het Huis Nassau zijn bijgezet. De bekendste personen die in deze grafkelder liggen, zijn de ouders en de oudste broer van Willem van Oranje. De kerk wordt daarom door veel Nederlandse toeristen bezocht. In 1911 is een gedenkplaat aangebracht, waarop de namen van de ouders en oudste broer van Willem van Oranje vermeld worden.

## Voorgeschiedenis

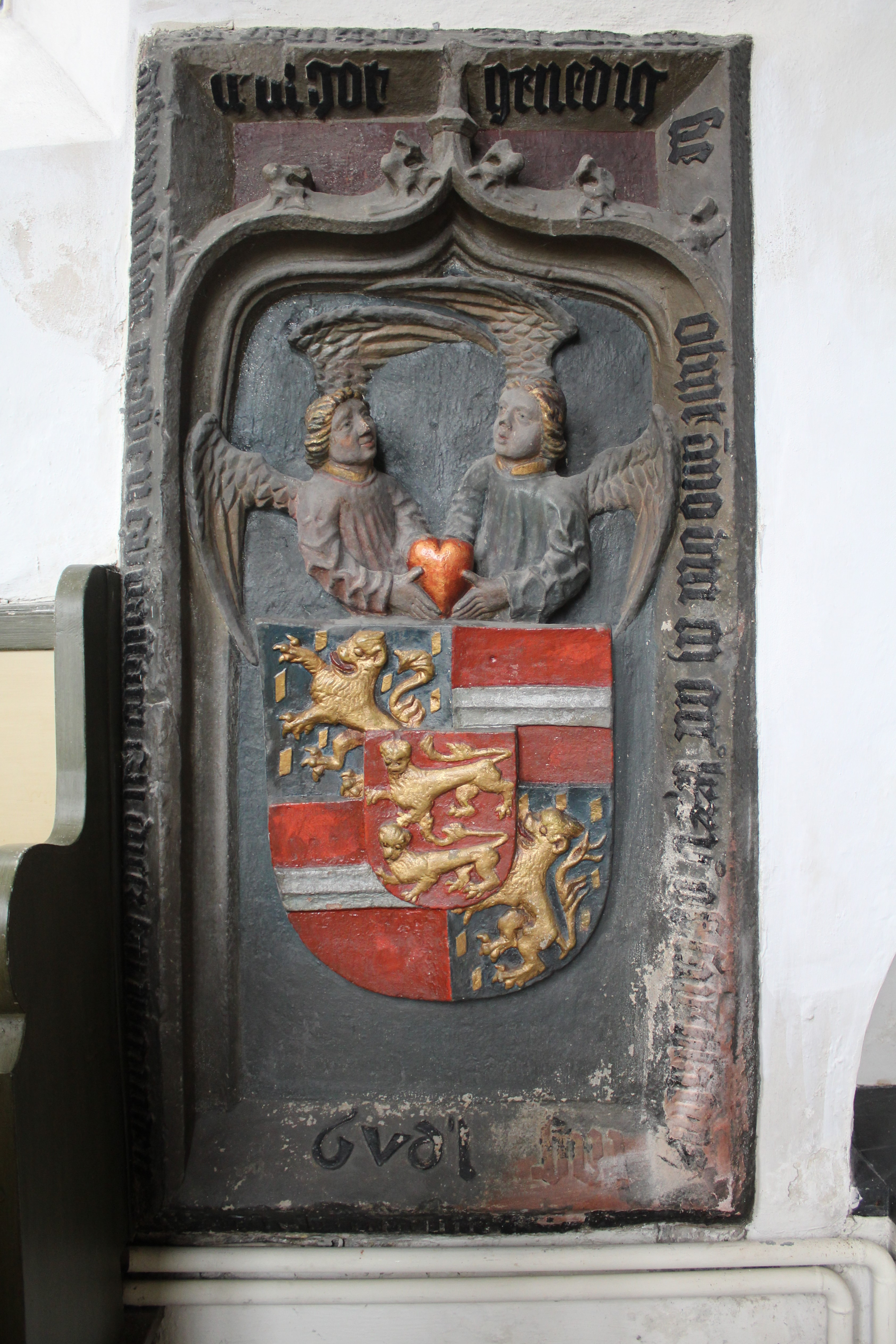
Grafplaat voor graaf Johan IV.

Dillenburg had in de middeleeuwen geen eigen parochiekerk, stad en slot vielen onder de parochiekerk in Feldbach. In het dal bevond zich wel een kapel. Aartsbisschop Johan II van Trier verleende op verzoek van graaf Johan V, in een oorkonde van 30 mei 1477, de bewoners van het slot en het dal toestemming een deel van de diensten, waaronder missen en preken, in deze kapel te houden. Voor de grote feesten bleef als voorheen bezoek aan de parochiekerk in Feldbach verplicht. Het sacrament van de doop en begrafenissen konden ook alleen daar plaatsvinden. Opnieuw op verzoek van Johan V verlegde de aartsbisschop in een oorkonde van 10 september 1490 de parochiekerk met het dooprecht en de overige sacramenten van Feldbach naar Dillenburg, waar de graaf en de inwoners op eigen kosten de kapel konden uitbouwen tot een volwaardige kerk. Alleen het kerkhof bleef in Feldbach, waar Johan V en zijn opvolgers alleen voor het voortbestaan van de kerk en regelmatige diensten te zorgen hadden. Als Johan V en zijn opvolgers dat wensten, konden ze in of bij de nieuwe kerk in Dillenburg begraven worden. De om- en verbouwing van de kapel vorderde zo snel dat de nieuwe stadskerk al op 3 juni 1491 haar wijding kon krijgen. Het duurde overigens nog tot 1500 tot de bouw geheel gereed was.
Het in 1475 in de kerk in Feldbach bijgezette hart van graaf Johan IV werd omstreeks 1495 naar de stadskerk in Dillenburg overgebracht. De in 1479 gemaakte grafplaat met inscriptie ‘hie liegt des edeln und wolgeboren Johan graven czu Nassaw czu Dietz czu Vianden her czu Breda sin herz begraben dem Got genedig sie. Obiit anno domini MCCCCXXV of sant Blasius tag 1479’ is er nog altijd te zien.
Ondanks dat graaf Johan V toestemming had verkregen om zichzelf en zijn opvolgers in of bij de kerk in Dillenburg te laten begraven, werd daar in eerste instantie nog geen gebruik van gemaakt. Johan V, zijn echtgenote Elisabeth van Hessen-Marburg, zijn schoondochter Walburga van Egmont en haar dochtertje Elisabeth, en zijn jongste dochter Maria werden allen begraven in de Sint Johanneskerk van het door Johan V gestichte Franciscanerklooster in Siegen.

## Aanleg van de grafkelder onder het koor
De grafkelder onder het koor, een complex van drie ommuurde rijen graven met in totaal vijftien graven, waarin de begrafenissen in de loop der tijd boven elkaar plaatsvonden, is waarschijnlijk pas onder graaf Johan VI ‘de Oude’, een broer van Willem van Oranje, als familiegrafkelder aangelegd. Voor deze veronderstelling spreekt dat zijn vader graaf Willem I ‘de Rijke’ op 5 oktober 1559, een dag voor zijn overlijden, in zijn te Dillenburg gemaakte testament verordonneerde dat hij ‘in der Kirchen eine, Siegen oder Dillenburg’ begraven wilde worden, naar de wens van zijn vrouw Juliana van Stolberg en zonen Johan, Lodewijk, Adolf en Hendrik, zonder pracht en praal, maar met een Leichenpredigt. Deze vier broers van Willem van Oranje worden met hun achternaam van Nassau genoemd. De datum van de begrafenis van Willem I ‘de Rijke’ is tot nu toe onbekend gebleven. In zijn levensbeschrijving wordt vermeld dat zijn begrafenis plaatsvond in het koor van de parochiekerk van Dillenburg.

## Indeling van de grafkelder onder het koor

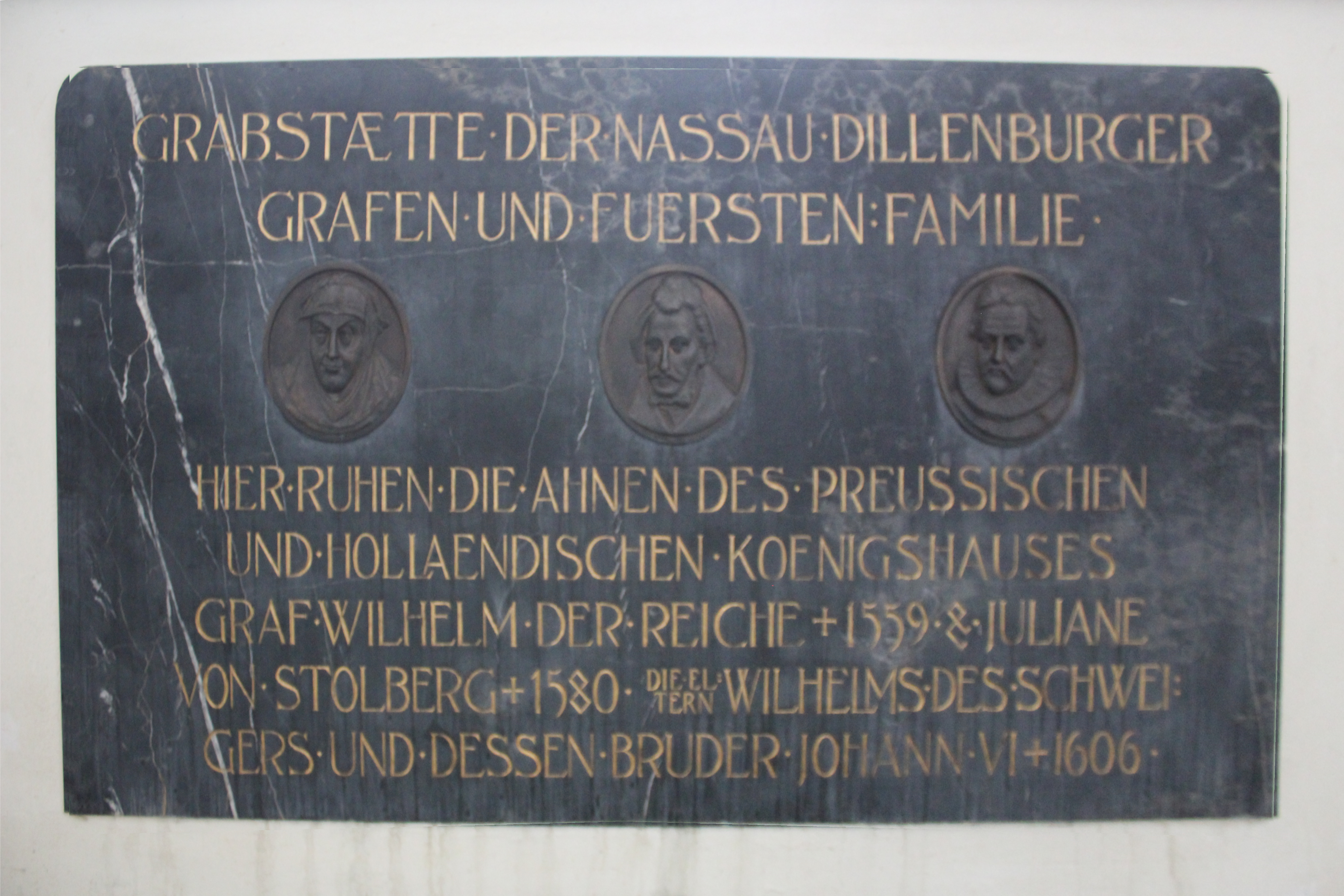
In 1911 aangebrachte gedenkplaat in het koor van de kerk

De grote crypte bevindt zich – ondergronds en niet toegankelijk – onder de zitbanken in het koor van de kerk, dat verhoogd is vanwege de vele bijzettingen. De reden hiervoor was waarschijnlijk de rots direct onder de vloer van het koor, die het begraven zeer moeilijk maakte. Dit zou de reden kunnen zijn geweest om niet onder het niveau van de kerkvloer te begraven, maar om het koor zo nodig te verhogen. In drie rijen achter elkaar liggen vijf (meervoudige) graven naast elkaar. Begraafplaats nr 1 ligt linksboven en nr 15 rechtsonder. Ten tijde van Johan VI zijn er echter – althans tot kort voor zijn dood – slechts twaalf (bezette) meervoudige graven geweest. Waarschijnlijk zijn drie graven, mogelijk nr 5, 10 en 15, later toegevoegd.
Er bestaat geen continu bijgehouden lijst van bijzettingen in de grafkelder, aan de hand waarvan onomstotelijk kan worden vastgesteld wie waar en wanneer in deze grafkelder van het Huis Nassau begraven is. Dat is alleen bekend van de eigenlijke Fürstengruft, ook wel de kleine grafkelder genoemd. In de jaren negentig van de 20e eeuw werden in het Hessisches Hauptstaatsarchiv in Wiesbaden echter enkele documenten gevonden waarin een poging was gedaan om, althans van tijd tot tijd, te noteren wie waar en wanneer begraven was. Uit een schets, die waarschijnlijk voor Johan VI is gemaakt, mogelijk zelfs door hemzelf, want op het vel papier staan ook handgeschreven aantekeningen van deze graaf, blijkt dat al tijdens zijn leven minstens 26 graven van de grafkelder in Dillenburg bezet waren.

In de lijst hieronder wordt de telmethode gevolgd die waarschijnlijk al onder Johan VI gebruikt werd en daarna ook in de loop der eeuwen gehandhaafd bleef. Hijzelf schijnt echter soms in een andere volgorde geteld te hebben. De bezetting van de vorstelijke grafkelder, voor zover deze tot in de 18e eeuw heeft plaatsgevonden en bekend is, is gereconstrueerd aan de hand van de archiefstukken. Aangezien het gaat om teksten uit verschillende tijden (16e–18e eeuw), die als bron hebben gediend, kan de schrijfwijze variëren. De oorspronkelijke spelling is behouden.
| Graf nr. 1 | Graf nr. 2 | Graf nr. 3 | Graf nr. 4 | Graf nr. 5                                                                          |
| 5 Kinder des Grafen Georg. | G. Ludwig (zoon van Johan VI). Freulein Juliana von Nassau Itstein p den 1 Junii 1605. Graf Johann Ludwig von Nassau Itstein p, der letzte dießeß stammß den 26 junii. M.g.H. Graf Johans des Jungern söhnlein Friderich Ludwig. | Freulein Louisa von Nassau, freulein Juliana, ein herrchen. Fürstin Elisabeth zu Nassau gebohrne Rheingräfin p 1656 den 5. Merz. War fürst Ludwig Henrichs 2te gemahlin. F. Elisabeth fürstin zu Nassau, gebohrne rheingreffin, 1656 den 5. Mertz, war graf Reinharts zu Solms Hungen gemahlin, hernach i.f.d. Fürst Ludwig Henrichs zweite gemahlin. | geen informatie | geen informatie                                                                     |
| Graf nr. 6 | Graf nr. 7 | Graf nr. 8 | Graf nr. 9 | Graf nr. 10                                                                         |
| Anna Elisabeth, freulein zu Nassau Catzenelnbogen, anno 1651 den 22. Junii.                                                                                       | Meines gnedigen hern graf Johann des Eltern zu Nassau … frau mutter obiit a. 1580 (bedoeld is Juliana van Stolberg). Philipp Ludwig graf zu Wied 1638. Fräulein Erich zu Nassau, 1657, den 18. octob.                            | Georg graf zu Nassau Catzenelnbogen. Georg Ludwig fürst zu Nassau Catzenelnbogen, 1656 20. Aug. In dießes grab seindt i.f.d. frau Anna Augusta fürstin zu Nassau p. gebohrne hertzogin zu Braunschweig undt Luneburg hochsel. G. den 9. Mertz 1673 abendts bij facklen, in d. stille, wohin I.f.d. bij ihrem leben selbsten verordnet hatten, bij weyland den abgelebten hern fürst Georg Ludwig zu Nassau p. beygesetzt worden. Frau Elisabeth gebohrne fürstin zu Leuchtenburg p. obiit den 6. Julii 1579 (Graf Johann deß Eltern frau). … sampt etlichen (4) kindern. ein toter prinz, fürst Henrichs söhnlein. | Graf Wilhelm zu Nassau. H. Christian Graf zu Nassau, Signische lini, 1644 NB. zinnern sarck … | geen informatie                                                                     |
| Graf nr. 11 | Graf nr. 12 | Graf nr. 13 | Graf nr. 14 | Graf nr. 15                                                                         |
| Grafen Philip von Nassau Sarprücken gemahlin. in bleiern sarck samptt 4 kindern Grafen Georgen zu Nassau p. gemahlin frau Amalia geborne von Nassau Sarprücken p. | Graf Johan des Jüngern gemahlin frau Magdalena gebohrne von Waldeck obiit 9. sept. 1599. … mit 3 kindern Prinzeß Louise von Nassau 1670.                                                                                         | Frau Kunigunda Jacobe pfaltzgreffin, in bleiern sarck, churfürst Fridrichs dochter obiit 26. januarii a. <15>86. … mit 3 kindern. i.f.d. freulein Elisabeth Fürstin zu Nassau p ist zu Schaumburg den 10. nov. 1665 seel. verschieden undt den 19. nov. nach Dillenburg gefürt worden, dan in diß grab geleget worden. | Graf Johann zu Nassau Catzenelnbogen der Eltere, obiit den 8. Octob. 1606. Fr. Catharina greffin zu Nassau Catzenelnbogen, a. 1651 den 8. Junii H. Ludwig Henrich fürst zu Nassau, graf zu Catzenelnbogen p. a. 1662 den 27 aug. F. Sophia Magdalena fürstin zu Nassau, gebohrne fürstin zu Nassau Hadamar, a. 1658 den 19. aug. Noch einer junger prinz Ludwig von dieser fürstin, zugleich hierher begraben worden, undt ein zwilling gewesen, der gleich nach der empfangen dauff gestorben, genannt Ludwig printz zu Nassau. Noch dessen h. bruder printz Carle zu Nassau, 1659 10. Febr. | Den 7. Maii 1672 ein junger printz Carle zu Nassau i.f.d. printz Henrichs söhnlein. |

## Lijst van bijzettingen

### De grote grafkelder onder het koor
Onderstaande lijst van personen die zijn bijgezet in de grote grafkelder onder het koor is gebaseerd op relevante literatuur en archiefbronnen, waaronder aantekeningen in het parochieregister van Dillenburg, met helaas onvolledige overlijdensregisters, begrafenispreken, met en zonder personalia, en andere gelegenheidsdrukken, aantekeningen met genealogische gegevens en rouwcorrespondentie. De huidige verblijfplaats van niet alle bijgezette personen is zeker. Zo werd graaf Christiaan van Nassau-Siegen op een tot nu toe onbekend tijdstip overgebracht naar Siegen om te worden bijgezet in de in 1669 gebouwde Fürstengruft in het Untere Schloss. Gravin Magdalena van Waldeck-Wildungen werd op een tot nu toe onbekend tijdstip bijgezet bij haar echtgenoot graaf Johan VII ‘de Middelste’ in de Nicolaaskerk in Siegen, om op 29 april 1690 te worden overgebracht naar de Fürstengruft aldaar. Bijgevolg blijven vele vragen over de oudere grafkelder van het Huis Nassau in het koor van de stadskerk onopgelost. Niettemin lijkt het aantal van de bijzettingen in drie rijen graven met een totaal van vijftien tot nu toe vastgestelde graven aanzienlijk en dit is zeker alleen te begrijpen door de vele doodgeboren en jonggestorven kinderen.
De lijst is gesorteerd op de begrafenisdatum en waar deze onbekend is, op de overlijdensdatum. Voor zover mogelijk zijn plaats en datum van geboorte en overlijden eveneens opgenomen. Bij de regerende graven en vorsten en de erfprinsen en hun echtgenotes zijn de volledige titels opgenomen, de titels van de kinderen zijn niet herhaald.

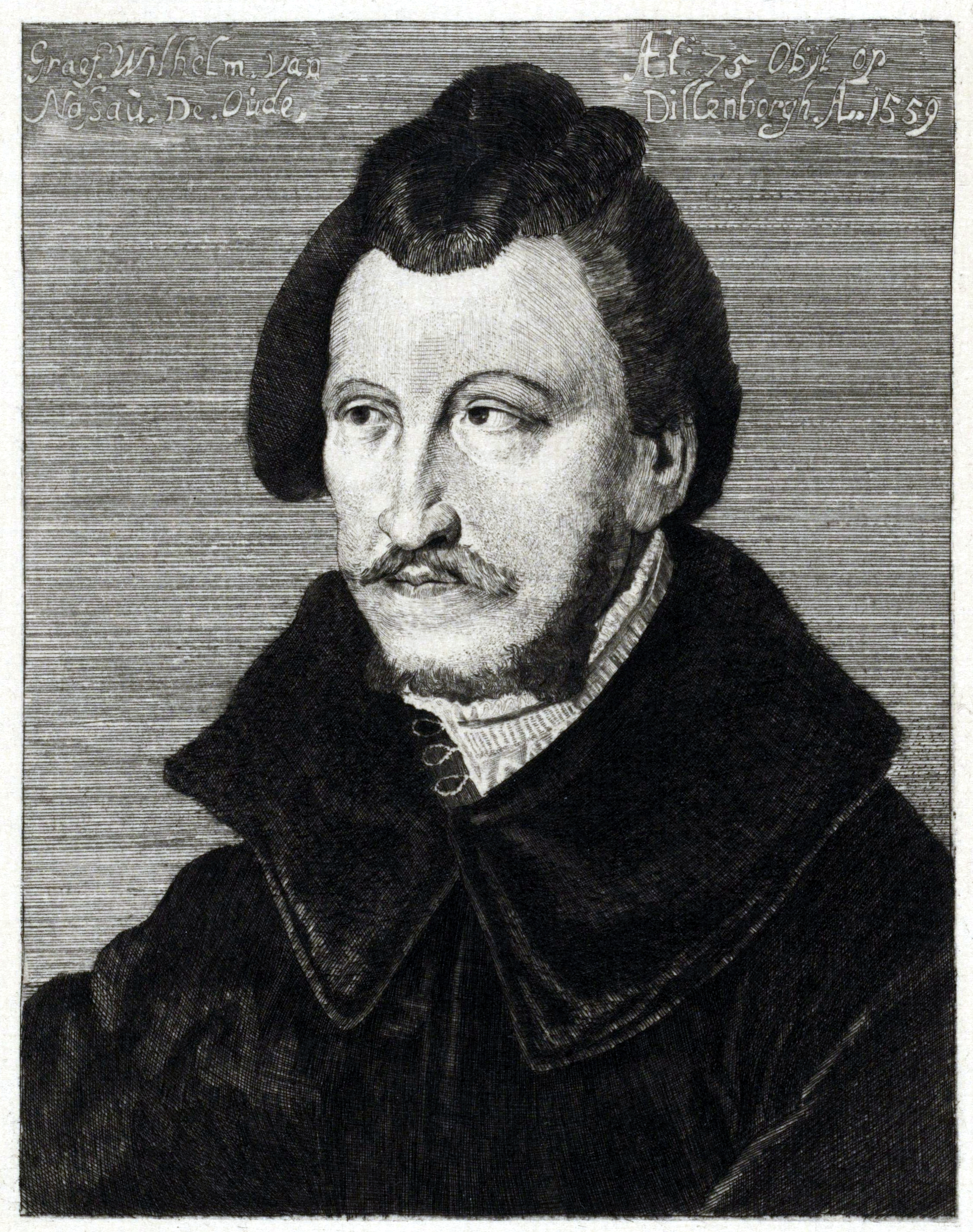
Graaf Willem I ‘de Rijke’ nr 1

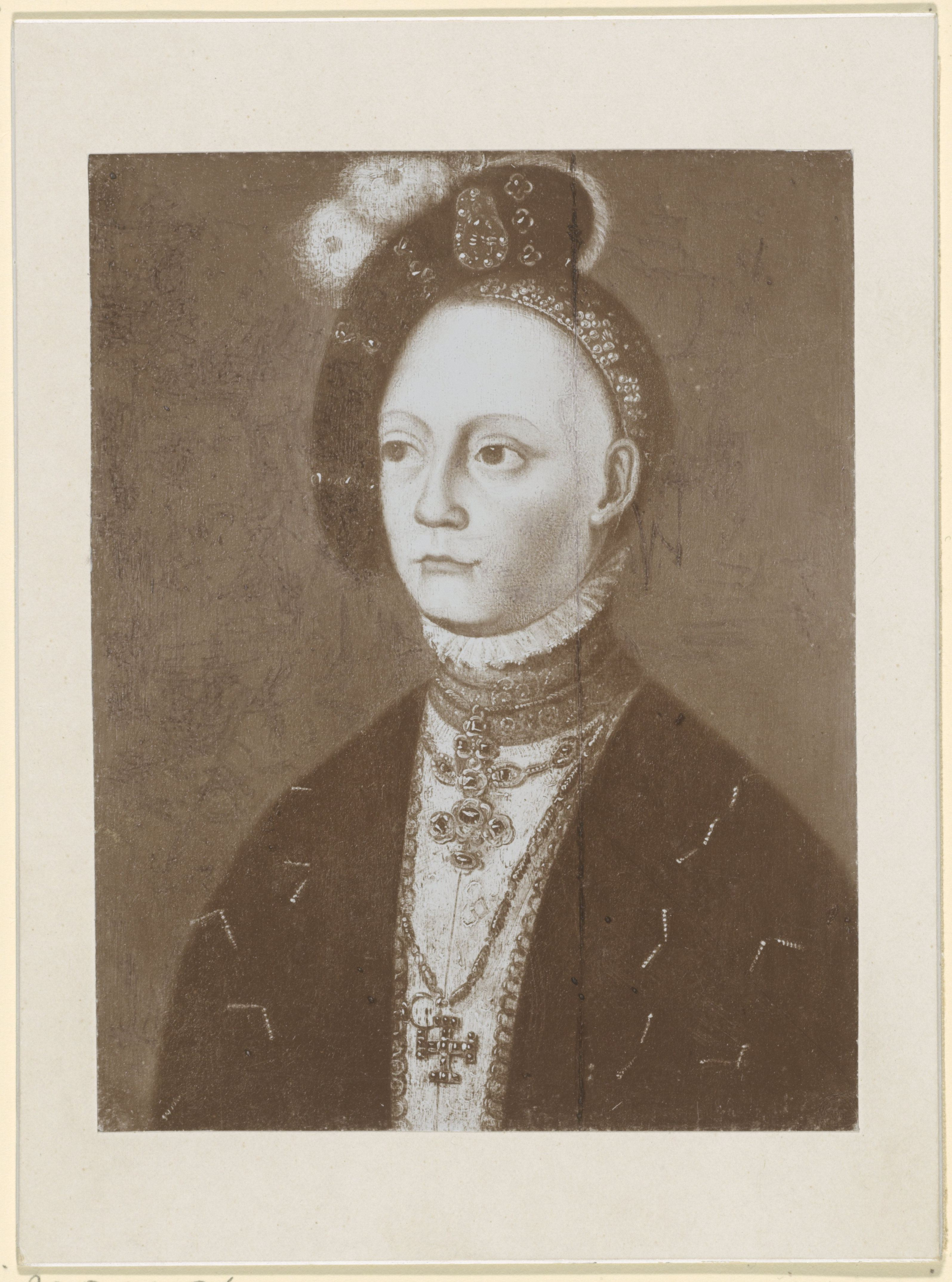
Landgravin Elisabeth van Leuchtenberg nr 6

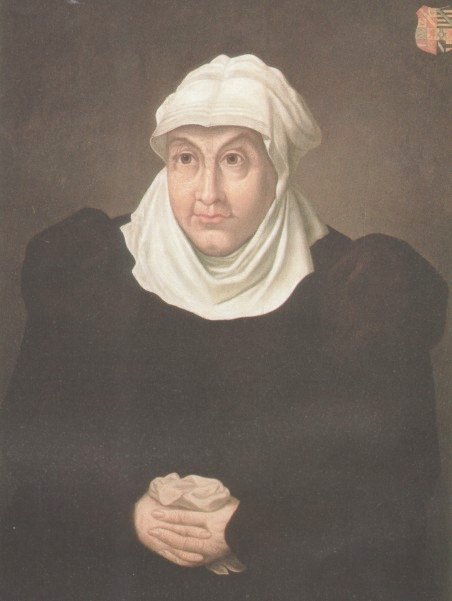
Gravin Juliana van Stolberg nr 7

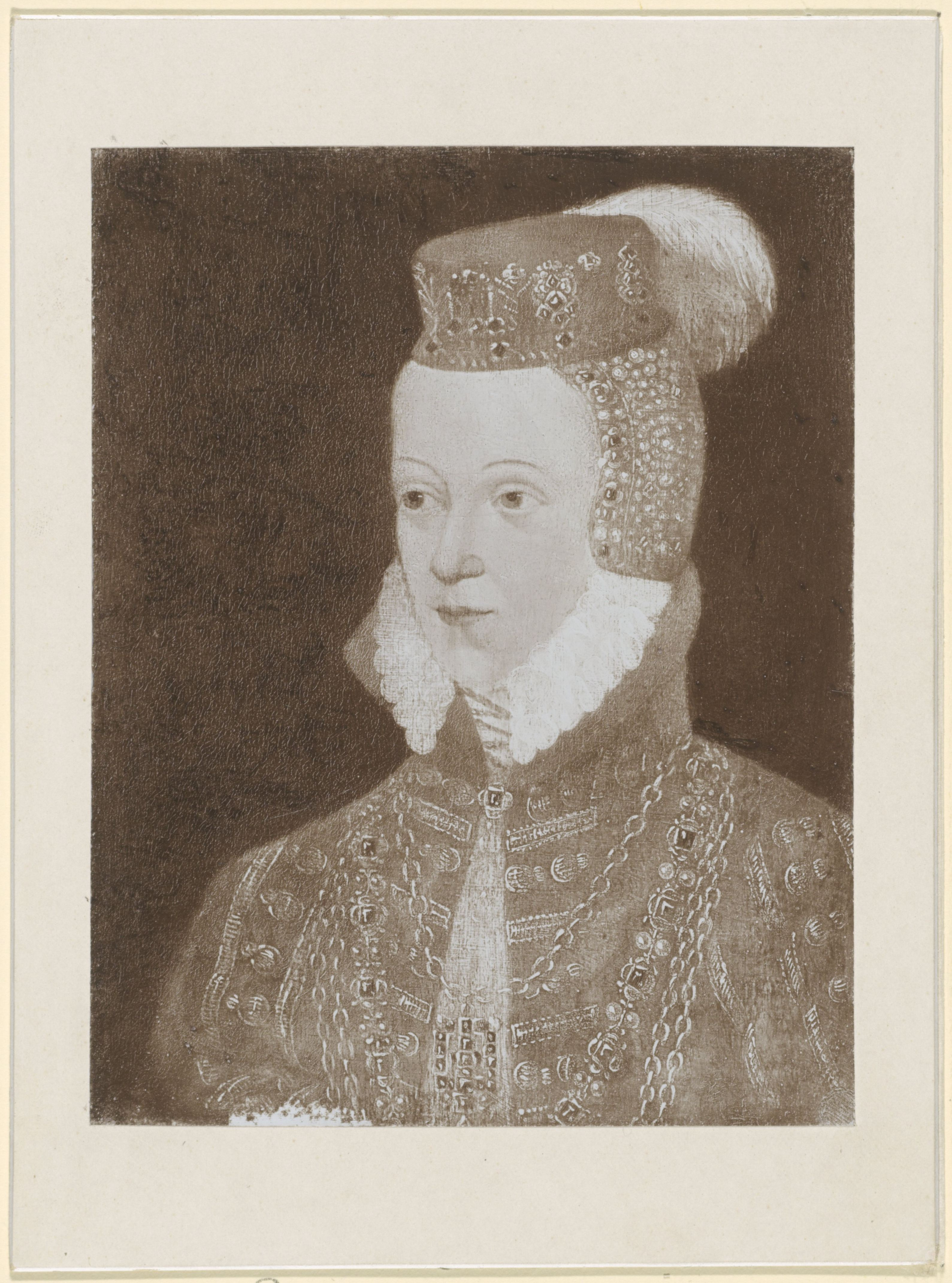
Paltsgravin Kunigunda Jakoba nr 12

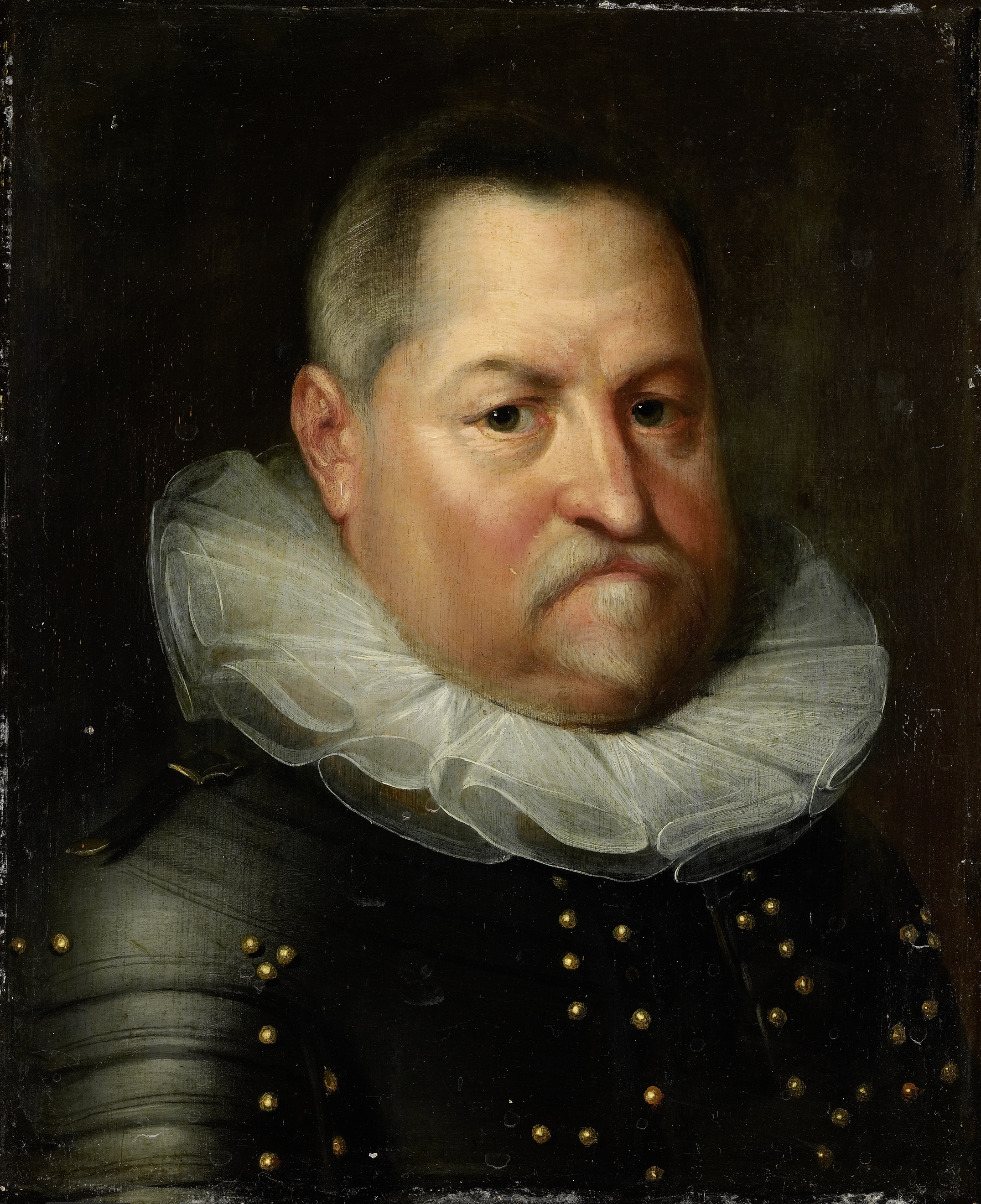
Graaf Johan VI ‘de Oude’ nr 29

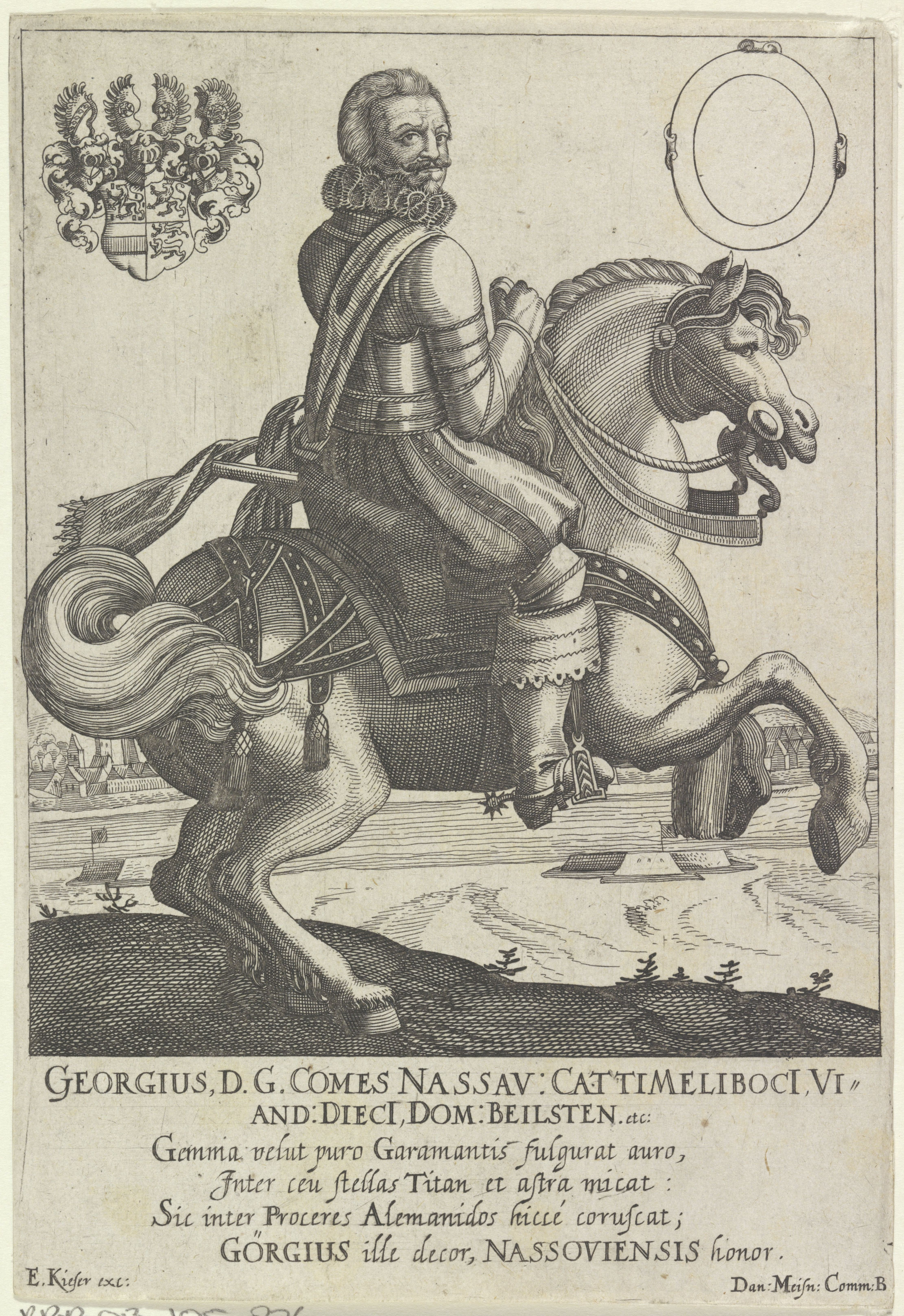
Graaf George ‘de Oude’ nr 34

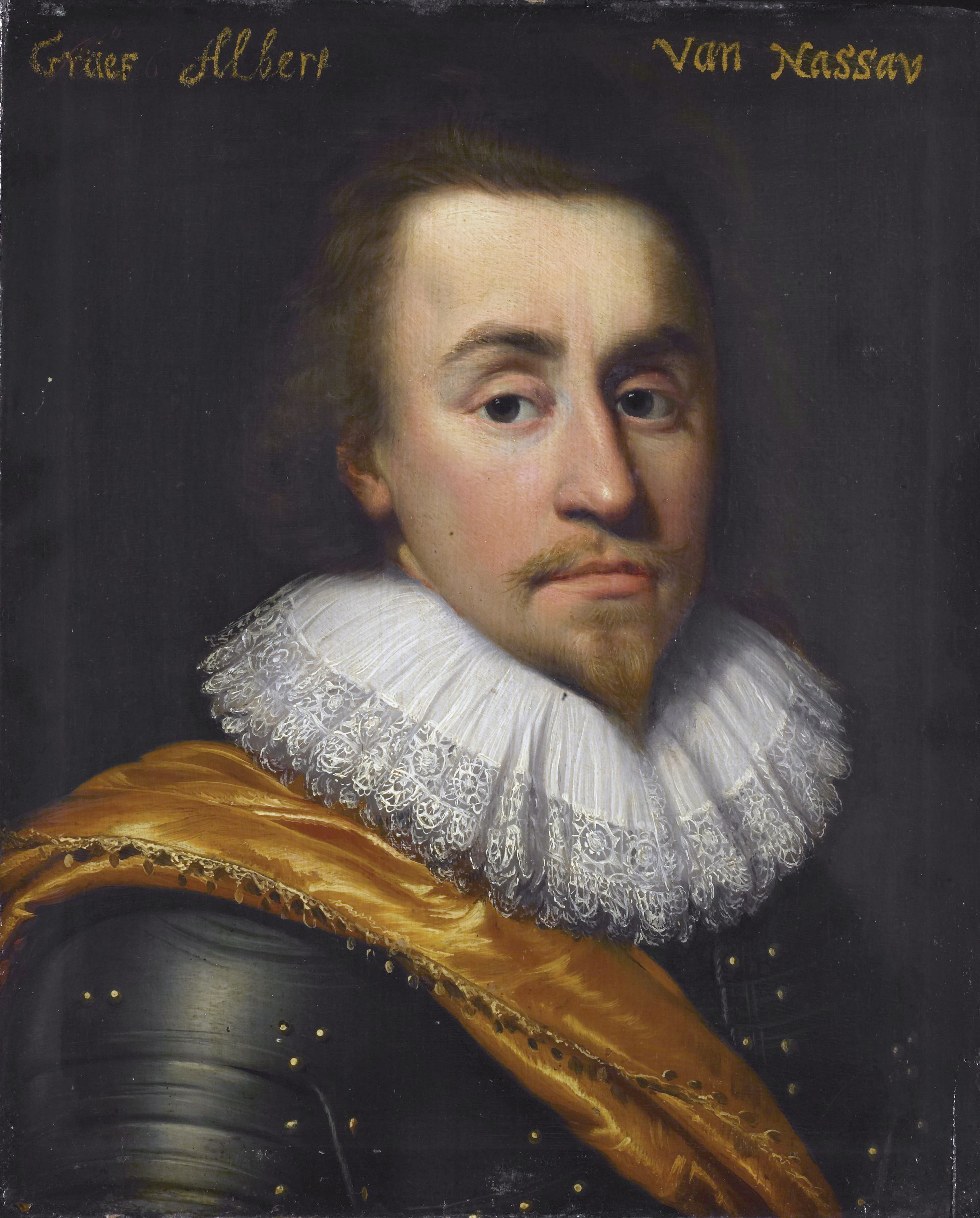
Graaf Albert nr 36

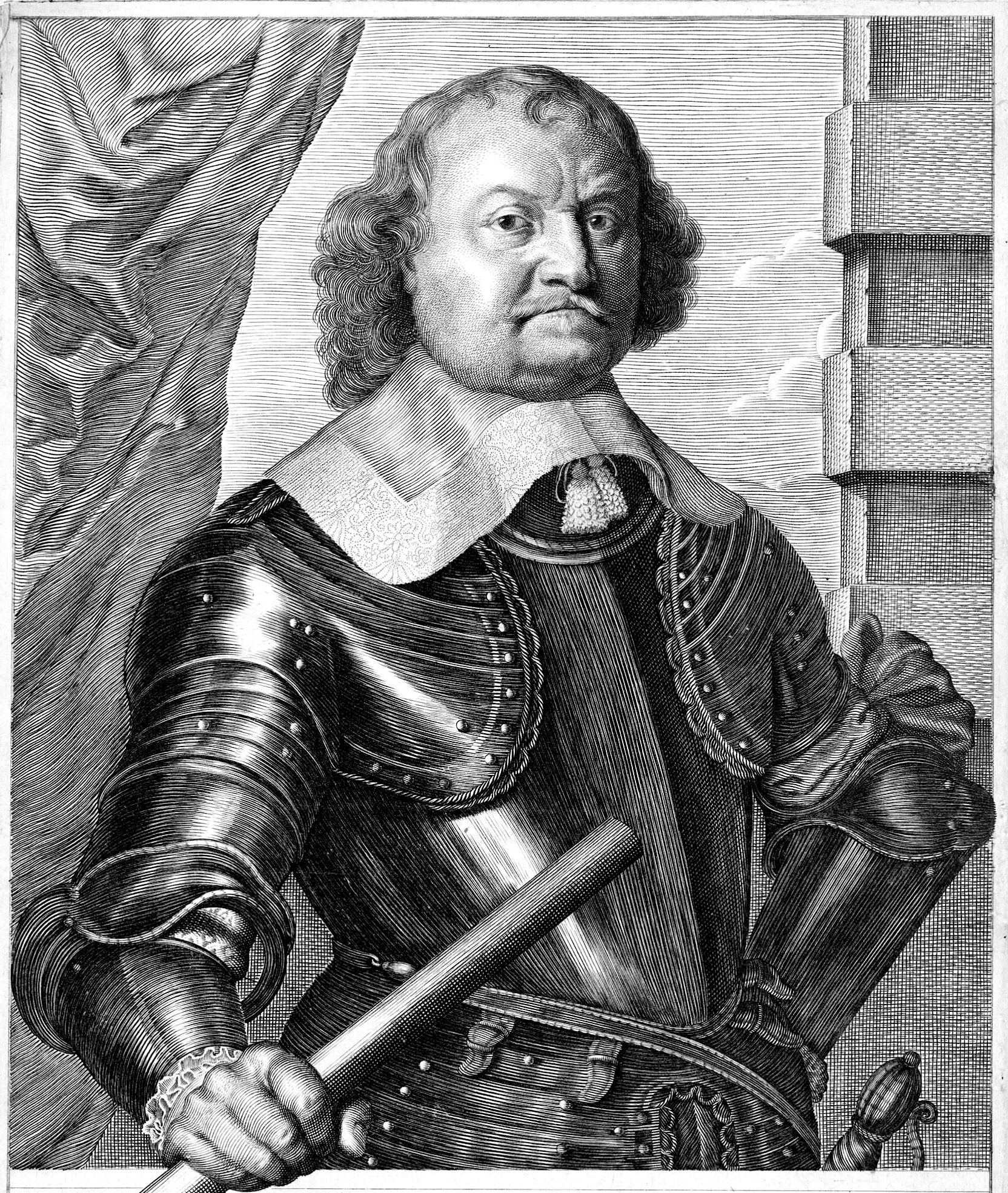
Vorst Lodewijk Hendrik nr 54

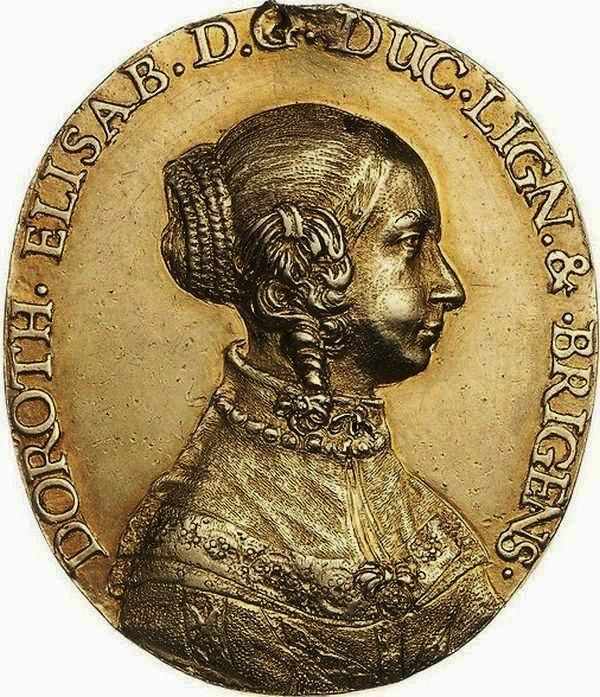
Hertogin Dorothea Elisabeth van Liegnitz-Brieg nr 68

|    | Datum begrafenis | Naam                                                                                              | Geboren                        | Overleden                             | Familierelatie                                                                                  |
| -- | ---------------- | ------------------------------------------------------------------------------------------------- | ------------------------------ | ------------------------------------- | ----------------------------------------------------------------------------------------------- |
| 1  |                  | Willem I ‘de Rijke’ Graf zu Nassau, Katzenelnbogen, Vianden und Diez                              | Dillenburg, 10‑4‑1487          | Dillenburg, 6‑10‑1559                 |                                                                                                 |
| 2  |                  | doodgeboren zoon                                                                                  | Dillenburg, ‘nach Jacobi’ 1572 |                                       | zoon van 29 en 6                                                                                |
| 3  |                  | doodgeboren kind                                                                                  | 1574                           |                                       | kind van 29 en 6                                                                                |
| 4  |                  | Anna Sibylla                                                                                      | Dillenburg, 29‑9‑1569          | Dillenburg, 19‑12‑1576                | dochter van 29 en 6                                                                             |
| 5  |                  | doodgeboren zoon                                                                                  | Dillenburg, 5‑7‑1579           |                                       | zoon van 29 en 6                                                                                |
| 6  | 11‑7‑1579        | Elisabeth Landgräfin zu Leuchtenberg, Gräfin zu Hals                                              | ..‑3‑1537                      | Dillenburg, 6‑7‑1579                  | 1e echtgenote van 29                                                                            |
| 7  | 22‑6‑1580        | Juliana van Stolberg of Juliana Gräfin zu Stolberg und Wernigerode                                | Stolberg, 15‑2‑1506            | Dillenburg, 18‑6‑1580                 | 2e echtgenote van 1                                                                             |
| 8  |                  | doodgeboren zoon                                                                                  | Dillenburg, 19‑7‑1581          |                                       | zoon van 29 en 12                                                                               |
| 9  |                  | Erika Gräfin zu Manderscheid                                                                      | Manderscheid ?, 23‑1‑1545      | Dillenburg, ..‑12‑1581                | 1e echtgenote van Filips van Nassau-Saarbrücken                                                 |
| 10 | 21‑4 ? 1584      | Kunigunda                                                                                         | Dillenburg, 12‑7‑1583          | Dillenburg, 4‑4‑1584                  | dochter van 29 en 12                                                                            |
| 11 |                  | doodgeboren zoon                                                                                  | Dillenburg, 23‑2‑1585          |                                       | zoon van 29 en 12                                                                               |
| 12 | 31‑1‑1586        | Kunigunda Jakoba Pfalzgräfin bei Rhein und Herzogin in Bayern                                     | Simmern, 9‑10‑1556             | Dillenburg, 26‑1‑1586                 | 2e echtgenote van 29                                                                            |
| 13 |                  | Johan Filips                                                                                      | Dillenburg, 29‑10‑1586         | Dillenburg, 29‑10‑1586                | zoon van 34 en 26                                                                               |
| 14 |                  | Johan George                                                                                      | Dillenburg, 10‑8‑1587          | Dillenburg, 10‑8‑1587                 | zoon van 34 en 26                                                                               |
| 15 |                  | George Lodewijk                                                                                   | Dillenburg, 12‑4‑1588          | Dillenburg, 16‑4‑1588                 | zoon van 29 en 32                                                                               |
| 16 |                  | doodgeboren zoon                                                                                  | Dillenburg, 1‑6‑1588           |                                       | zoon van 34 en 26                                                                               |
| 17 | 1590             | Johan Albert                                                                                      | Dillenburg, 8‑2‑1590           | na 22‑2‑1590                          | zoon van Johan VII ‘de Middelste’ en 22                                                         |
| 18 |                  | Filips Wolfgang                                                                                   | Dillenburg, 10‑6‑1595          | Dillenburg, 20‑9‑1595                 | zoon van 34 en 26                                                                               |
| 19 | 1598             | Johan Frederik                                                                                    | 10‑2‑1597                      | na 10‑2‑1597                          | zoon van Johan VII ‘de Middelste’ en 22                                                         |
| 20 |                  | Amalia                                                                                            | Dillenburg, 25‑8‑1597Jul.      | Dillenburg, 9‑2‑1598                  | dochter van 34 en 26                                                                            |
| 21 |                  | Elisabeth                                                                                         | Dillenburg, 6‑8‑1598           | Dillenburg, 29‑3‑1599                 | dochter van 34 en 26                                                                            |
| 22 | 13‑9‑1599        | Magdalena Gräfin zu Waldeck-Wildungen                                                             | 1558                           | Slot Idstein, 9‑9‑1599                | 1e echtgenote van Johan VII ‘de Middelste’                                                      |
| 23 | 24‑4‑1600Jul.    | Frederik Lodewijk                                                                                 | 2‑2‑1595                       | Dillenburg, 22‑4‑1600Jul.             | zoon van Johan VII ‘de Middelste’ en 22                                                         |
| 24 | 27‑8‑1602        | Juliana                                                                                           | Dillenburg, 9‑6‑1602           | Dillenburg, 26‑8‑1602                 | dochter van 29 en 32                                                                            |
| 25 | 14‑3‑1604        | Maurits Lodewijk                                                                                  | Dillenburg, 2‑5‑1603           | Dillenburg, 13‑3‑1604                 | zoon van 34 en 26                                                                               |
| 26 | 21‑3‑1605        | Anna Amalia Gräfin zu Nassau, Saarbrücken und Saarwerden, Frau zu Lahr                            | Neuweilnau, 22‑11‑1565         | Dillenburg, 7‑3‑1605                  | 1e echtgenote van 34                                                                            |
| 27 |                  | Juliana van Nassau-Idstein                                                                        | 7‑11‑1593                      | Dillenburg, 1‑6‑1605                  | dochter van Johan Lodewijk I van Nassau-Idstein en Maria van Nassau-Siegen, dochter van 29 en 6 |
| 28 | 26‑6‑1605        | Johan Lodewijk II Graf zu Nassau-Idstein                                                          | Idstein, 21‑5‑1596             | Dillenburg, 9‑6‑1605Jul.              | zoon van Johan Lodewijk I van Nassau-Idstein en Maria van Nassau-Siegen                         |
| 29 | 28‑10‑1606       | Johan VI ‘de Oude’ Graf zu Nassau, Katzenelnbogen, Vianden und Diez, Herr zu Beilstein            | Dillenburg, 22‑11‑1536         | Dillenburg, 8‑10‑1606                 | zoon van 1 en 7                                                                                 |
| 30 | 5‑11‑1614        | Louisa                                                                                            | Dillenburg, 4‑6‑1593           | Dillenburg, 30‑10‑1614                | dochter van 34 en 26                                                                            |
| 31 | 6‑5‑1621         | Juliana                                                                                           | Beilstein, 20‑2‑1620           | Dillenburg, 5‑5‑1621                  | dochter van 54 en 46                                                                            |
| 32 | 9‑5‑1622         | Johannetta Gräfin zu Sayn und Wittgenstein, Frau zu Homburg                                       | Berleburg, 15‑2‑1561           | Hadamar, 13‑4‑1622                    | 3e echtgenote van 29                                                                            |
| 33 | ‘nachgehends’    | Johan Albert                                                                                      | Dillenburg, 7‑2‑1621Jul.       | Dillenburg, 29‑5‑1622                 | zoon van 54 en 46                                                                               |
| 34 | 10‑9‑1623        | George ‘de Oude’ Graf zu Nassau, Katzenelnbogen, Vianden und Diez, Herr zu Beilstein              | Dillenburg, 1‑9‑1562           | Dillenburg, 9‑8‑1623                  | zoon van 29 en 6                                                                                |
| 35 | 29‑10‑1624       | doodgeboren dochter                                                                               | Dillenburg, 27‑10‑1624         |                                       | dochter van 54 en 46                                                                            |
| 36 | 14‑2‑1627        | Albert Graf zu Nassau, Katzenelnbogen, Vianden und Diez, Herr zu Beilstein                        | Dillenburg, 1‑11‑1596          | Quackenbrück, 16/26‑9‑1626            | zoon van 34 en 26                                                                               |
| 37 | 25‑4‑1627        | Hendrik Willem                                                                                    | Dillenburg, 29‑5‑1626Jul.      | Dillenburg, 22‑4‑1627                 | zoon van 54 en 46                                                                               |
| 38 | 14‑10‑1630       | doodgeboren dochter                                                                               | Dillenburg, 12‑10‑1630         |                                       | dochter van 54 en 46                                                                            |
| 39 | 11‑12‑1631       | Catharina                                                                                         | Dillenburg, 10‑6‑1622          | Dillenburg, 29‑11‑1631                | dochter van 54 en 46                                                                            |
| 40 | 26‑4‑1633        | Amalia Gräfin zu Sayn und Wittgenstein, Frau zu Homburg                                           | Berleburg, 3/13‑10‑1585        | Dillenburg, 28‑3‑1633                 | 2e echtgenote van 34                                                                            |
| 41 | 13‑2‑1633        | Maria Eleonora                                                                                    | Dillenburg, 3‑8‑1632           | Dillenburg, 26‑1‑1633                 | dochter van 54 en 46                                                                            |
| 42 | 1638             | Filips Lodewijk Graf zu Wied in Wied                                                              | ?                              | Dillenburg, 16‑10‑1638                | 1e echtgenoot van Anna Amalia van Nassau-Dillenburg                                             |
| 43 | 22‑6‑1641        | Elisabeth Catharina                                                                               | Dillenburg, 8‑5‑1639           | Dillenburg, 17‑6‑1641                 | dochter van 49 en 60                                                                            |
| 44 | 4/14‑6‑1644      | Christiaan van Nassau-Siegen                                                                      | Slot Siegen, 16‑7‑1616         | Düren, 1/11‑4‑1644                    | zoon van Johan VII ‘de Middelste’ en Margaretha van Sleeswijk-Holstein-Sonderburg               |
| 45 | 28‑9‑1645        | doodgeboren zoon                                                                                  | Dillenburg, 23‑9‑1645          |                                       | zoon van 49 en 60                                                                               |
| 46 | 1‑6‑1651         | Catharina Gräfin zu Sayn und Wittgenstein, Frau zu Homburg                                        | Berleburg, 10‑8‑1588           | Dillenburg, 9/19‑5‑1651               | 1e echtgenote van 54                                                                            |
| 47 | 22‑6‑1651Jul.    | Anna Elisabeth                                                                                    | Dillenburg, 9‑5‑1602           | Dillenburg, 14/24‑6‑1651              | dochter van 34 en 26                                                                            |
| 48 | 5‑3‑1656         | Elisabeth Gräfin zu Salm, Wild- und Rheingräfin zu Dhaun                                          | Dhaun, 13‑3‑1593               | Dillenburg, 13‑1‑1656                 | 2e echtgenote van 54                                                                            |
| 49 | 20‑8‑1656        | George Lodewijk Erbprinz zu Nassau, Graf zu Katzenelnbogen, Vianden und Diez, Herr zu Beilstein   | Beilstein, 4/14‑3‑1618         | Dillenburg, 19‑5‑1656Jul.             | zoon van 54 en 46                                                                               |
| 50 | 18‑10‑1657Jul.   | Erika                                                                                             | Dillenburg, 6‑3‑1600           | Dillenburg, 10‑10‑1657Jul.            | dochter van 34 en 26                                                                            |
| 51 | 19‑8‑1658        | Sophia Magdalena Fürstin zu Nassau, Gräfin zu Katzenelnbogen, Vianden und Diez, Frau zu Beilstein | Hadamar, 16‑2‑1622Jul.         | Dillenburg, 28‑6‑1658Jul.             | 3e echtgenote van 54                                                                            |
| 52 | 19‑8‑1658        | Lodewijk                                                                                          | Dillenburg, 27‑6‑1658Jul.      | Dillenburg, 27‑6‑1658Jul.             | zoon van 54 en 51                                                                               |
| 53 |                  | Karel                                                                                             | Dillenburg, 27‑6‑1658Jul.      | Dillenburg, 4/14‑2‑1659               | zoon van 54 en 51                                                                               |
| 54 | 27‑8‑1662        | Lodewijk Hendrik Fürst zu Nassau, Graf zu Katzenelnbogen, Vianden und Diez, Herr zu Beilstein     | Saarbrücken, 9‑5‑1594          | Dillenburg, 12‑7‑1662Greg.            | zoon van 34 en 26                                                                               |
| 55 |                  | Anna Catharina                                                                                    | Dillenburg, 28‑12‑1652         | na 1662                               | dochter van 49 en 60                                                                            |
| 56 | 10‑1‑1666        | Elisabeth                                                                                         | Beilstein, 2‑3‑1619Jul.        | Schaumburg, 9‑11‑1665                 | dochter van 54 en 46                                                                            |
| 57 |                  | doodgeboren zoon                                                                                  | Dillenburg, 26‑8‑1669          |                                       | zoon van 69 en 68                                                                               |
| 58 |                  | Elisabeth Louisa                                                                                  | Dillenburg, 28‑12‑1652         | Schaumburg, 27‑2‑1670                 | dochter van 49 en 60                                                                            |
| 59 |                  | Karel                                                                                             | Dillenburg, 4‑2‑1672           | Dillenburg, 28‑4‑1672                 | zoon van 69 en 68                                                                               |
| 60 | 8‑3‑1673         | Anna Augusta Herzogin zu Braunschweig und Lüneburg                                                | Gröningen, 19‑5‑1612           | Dillenburg, 17/27‑2‑1673              | echtgenote van 49                                                                               |
| 61 |                  | Dorothea Elisabeth                                                                                | Dillenburg, 25‑1‑1676          | Dillenburg, 25‑7‑1676                 | dochter van 69 en 68                                                                            |
| 62 | 28‑1‑1681Greg.   | August Hendrik                                                                                    | Dillenburg, 8‑7‑1657Jul.       | Dillenburg, 28‑12‑1680                | zoon van 54 en 51                                                                               |
| 63 | 11‑8‑1681        | George Lodewijk                                                                                   | Dillenburg, 21‑6‑1667          | Dillenburg, 25‑7‑1681                 | zoon van 69 en 68                                                                               |
| 64 | 11‑8‑1681        | Frederik Hendrik                                                                                  | Dillenburg, 10‑11‑1678         | Dillenburg, 24‑7‑1681                 | zoon van 69 en 68                                                                               |
| 65 | 5‑2‑1686         | Dorothea Elisabeth                                                                                | Dillenburg, 5‑6‑1685           | Dillenburg, 20‑1‑1686                 | dochter van 69 en 68                                                                            |
| 66 |                  | Hendrik                                                                                           | Dillenburg, 10‑11‑1689         | Dillenburg, 10‑11‑1689                | zoon van 69 en 68                                                                               |
| 67 |                  | Johan George                                                                                      | Dillenburg, 28‑1‑1683          | Dillenburg, 10‑5‑1690                 | zoon van 69 en 68                                                                               |
| 68 | 21‑7‑1691        | Dorothea Elisabeth Herzogin in Schlesien zu Liegnitz und Brieg                                    | Breslau, 17‑12‑1646            | Dillenburg, 9‑6‑1691                  | echtgenote van 69                                                                               |
| 69 | 2‑6‑1701         | Hendrik Fürst zu Nassau, Graf zu Katzenelnbogen, Vianden und Diez, Herr zu Beilstein              | Dillenburg, 28‑8‑1641          | Ludwigsbrunn im Tiergarten, 18‑4‑1701 | zoon van 49 en 60                                                                               |
| 70 | 26‑2‑1710        | Lodewijk Hendrik                                                                                  | Dillenburg, 28‑10‑1681         | Mannheim, 13‑1‑1710                   | zoon van 69 en 68                                                                               |
| 71 | 5‑5‑1712         | Sophia Eleonora                                                                                   | Dillenburg, 2‑5‑1640           | Dillenburg, 1‑5‑1712                  | dochter van 49 en 60                                                                            |
| 72 | 29‑9‑1719        | Frederika Albertina                                                                               | Dillenburg, 8‑8‑1668           | Dillenburg, 13‑8‑1719                 | dochter van 69 en 68                                                                            |
| 73 | 14‑9‑1724        | Frederika Amalia                                                                                  | Dillenburg, 28‑12‑1674         | Dillenburg, 28‑7‑1724                 | dochter van 69 en 68                                                                            |
| 74 | 9‑10‑1727        | Wilhelmina Henrietta                                                                              | Dillenburg, 6‑8‑1677           | Dillenburg, 28‑8‑1727                 | dochter van 69 en 68                                                                            |
| 75 | 15‑10‑1739       | Christiaan Fürst zu Nassau, Graf zu Katzenelnbogen, Vianden und Diez, Herr zu Beilstein           | Dillenburg, 11‑8‑1688          | Ebersbach, 28‑8‑1739                  | zoon van 69 en 68                                                                               |

### De kleine grafkelder in de aanbouw
De kleine grafkelder of Fürstengruft werd rechts van het altaar aangebouwd en bevat de loden kisten van de vier onderstaande personen.
|    | Datum begrafenis | Naam | Geboren                | Overleden                             | Familierelatie       |
| -- | ---------------- | --- | ---------------------- | ------------------------------------- | -------------------- |
| 76 | 20‑10‑1718       | Heinrich August Wilhelm Erbprinz zu Nassau, Graf zu Katzenelnbogen, Vianden und Diez, Herr zu Beilstein                                    | Dillenburg 15‑11‑1700  | Dillenburg 22‑8‑1718                  | zoon van 78 en 79    |
| 77 | 1‑8‑1720         | Elisabeth Charlotte | Dillenburg 13‑7‑1703   | Dillenburg 22‑6‑1720                  | dochter van 78 en 79 |
| 78 | 9‑11‑1724        | Wilhelm Fürst zu Nassau, Graf zu Katzenelnbogen, Vianden und Diez, Herr zu Beilstein                                                       | Dillenburg 28‑8‑1670   | Dillenburg 21‑9‑1724                  | zoon van 69 en 68    |
| 79 | 15‑1‑1728        | Dorothea Johannetta Erbin zu Norwegen, Herzogin zu Schleswig, Holstein, Stormarn und der Dithmarschen, Gräfin zu Oldenburg und Delmenhorst | Maagdenburg 24‑12‑1676 | Ludwigsbrunn im Tiergarten 29‑11‑1727 | echtgenote van 78    |

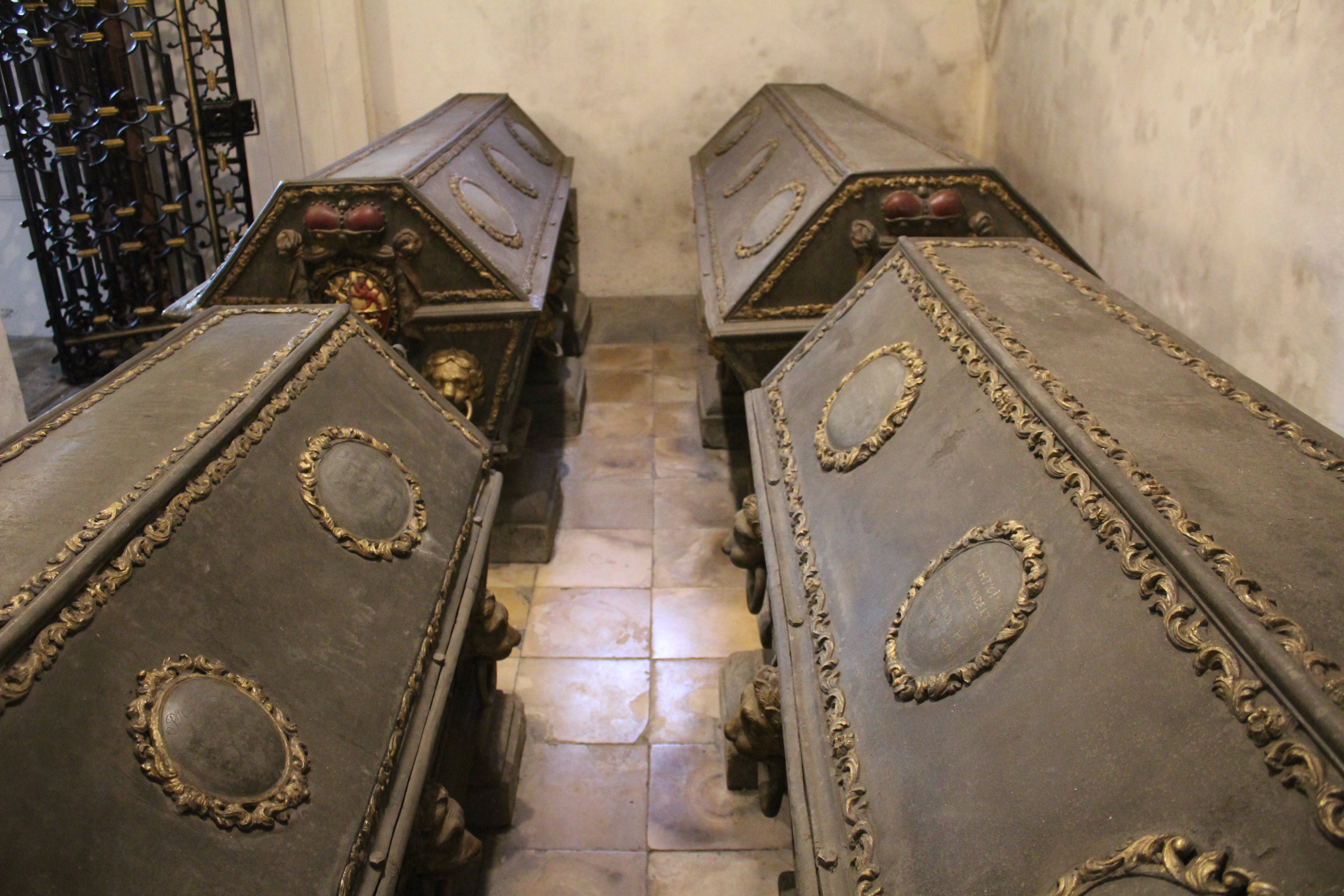
De kleine grafkelder of Fürstengruft.

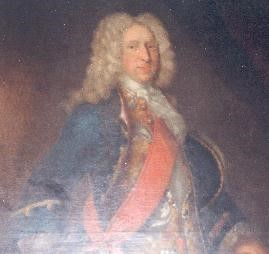
Vorst Willem nr 78

De kist van erfprins Hendrik August Willem in de kleine grafkelder werd in februari 2020 geopend om zijn DNA af te nemen.

## Meer grafkelders
- Lijst van grafkelders van het huis Nassau